# Aarón Mejía
Aarón Mejía Montoya (Culiacán, 6 giugno 2001) è un calciatore messicano, difensore del Club Tijuana.

## Caratteristiche tecniche
È un difensore centrale.

## Carriera
Cresciuto nel settore giovanile del Dorados, ha debuttato in prima squadra il 15 ottobre 2020 nell'incontro di Liga de Expansión MX perso 4-0 contro il Tepatitlán. Nella stagione 2022-2023 è diventato uno dei titolari inamovibili del club ed il 6 luglio 2022 ha segnato il suo primo gol in carriera nella partita persa 2-1 contro i Cimarrones.
Il luglio 2023 è stato acquistato a titolo definitivo dal Club Tijuana, dove aveva giocato a livello giovanile fra il 2018 e il 2020. Il 2 settembre 2020 ha debuttato in Liga MX nell'incontro perso 3-0 contro il Puebla.

## Statistiche

### Presenze e reti nei club
Statistiche aggiornate al 28 marzo 2025.
| Stagione        | Squadra         | Campionato      | Campionato | Campionato | Coppe nazionali | Coppe nazionali | Coppe nazionali | Coppe continentali | Coppe continentali | Coppe continentali | Altre coppe | Altre coppe | Altre coppe | Totale | Totale | Totale |
| Stagione        | Squadra         | Comp            | Pres       | Reti       | Comp            | Pres            | Reti            | Comp               | Pres               | Reti               | Comp        | Pres        | Reti        | Pres   | Reti   |        |
| --------------- | --------------- | --------------- | ---------- | ---------- | --------------- | --------------- | --------------- | ------------------ | ------------------ | ------------------ | ----------- | ----------- | ----------- | ------ | ------ | ------ |
| 2020-2021       | Dorados         | EMX             | 19         | 0          | -               | -               | -               | -                  | -                  | -                  | -           | -           | -           | 19     | 0      |        |
| 2021-2022       | Dorados         | EMX             | 7          | 0          | -               | -               | -               | -                  | -                  | -                  | -           | -           | -           | 7      | 0      |        |
| 2022-2023       | Dorados         | EMX             | 34         | 1          | -               | -               | -               | -                  | -                  | -                  | -           | -           | -           | 34     | 1      |        |
| Totale Dorados  | Totale Dorados  | Totale Dorados  | 60         | 1          |                 | -               | -               |                    | -                  | -                  |             | -           | -           | 60     | 1      |        |
| 2023-2024       | Club Tijuana    | LMX             | 11         | 0          | -               | -               | -               | -                  | -                  | -                  | LC          | 0           | 0           | 11     | 0      |        |
| 2024-2025       | Club Tijuana    | LMX             | 29         | 0          | -               | -               | -               | -                  | -                  | -                  | LC          | 2           | 0           | 31     | 0      |        |
| Totale carriera | Totale carriera | Totale carriera | 100        | 1          |                 | -               | -               |                    | -                  | -                  |             | 2           | 0           | 102    | 1      |        |